# Idioma sidamo
El sidamo es una lengua de la familia afroasiática, del subgrupo cushita, y más concretamente del cushita oriental de las tierras altas, hablada principalmente en el sur de Etiopía, por 5 millones de personas. El autónimo del sidamo es Sidaamu Afoo, y en amhárico, la lengua oficial de Etiopía, se denomina Sidaminya. Hasta 1993, el sidamo empleó un alfabeto etíope; desde entonces se usa un alfabeto latino.
El término sidamo ha sido aplicado a distintas etnias cushitas, incluso omóticas. El sidamo comparte una similitud léxica de un 60% con el oromo al haber sido influenciado por este.